# サーラ住宅
サーラ住宅株式会社（サーラじゅうたく、英: SALA HOUSE CO., LTD.）は、愛知県豊橋市に本社を置く住宅メーカーでサーラグループの構成会社。

## 沿革
- 1969年（昭和44年）11月17日 - 株式会社ミサワホーム中部（ミサワホームちゅうぶ）として設立。
- 1970年（昭和45年）11月 - 中部住宅販売株式会社（ちゅうぶじゅうたくはんばい）に商号変更。
- 1974年（昭和49年）1月14日 - 子会社の中部ホームサービス株式会社を設立。
- 1998年（平成10年）12月17日 - 子会社のサーラハウスサポート株式会社を設立。
- 2000年（平成12年）10月 - サーラ住宅株式会社に商号変更。
- 2005年（平成17年）12月5日 - 東京証券取引所市場第二部及び名古屋証券取引所市場第二部に上場。
- 2010年（平成22年）3月31日 - キッコーナ株式会社よりエコホームパネル株式会社の全株式を譲り受け完全子会社化。
- 2016年（平成28年）
  - 6月28日 - 上場廃止[3]。
  - 7月1日 - 株式交換によりサーラコーポレーションの完全子会社となる[3]。
- 2017年（平成29年）10月17日 - 太陽ハウジング株式会社の全株式を取得し子会社化[4]。
- 2019年（令和元年）6月6日 - 株式会社宮下工務店の全株式を取得し子会社化[5]。

## サーラ住宅の事業所
- 本社（愛知県豊橋市）
- 豊橋支店（愛知県豊橋市）
- 名古屋支店（愛知県名古屋市名東区）
- 名古屋東支店（愛知県岡崎市）
- 浜松支店（静岡県浜松市中央区）
- 豊橋営業所（愛知県豊橋市）
- 豊川営業所（愛知県豊川市）
- 豊田営業所（愛知県豊田市）

ほか住宅展示場など

## サーラ住宅の主な商品
- Best-air（ベステア）
- Coco-air（ココエア）
- Kurumu-air（クルムア）
- Realvo（リアルボ）
- 暮らすα
- 平家に住む
- 二世帯で暮らす
- 外断熱・二重通気工法

## サーラ住宅の主なサービス
- サーラ住宅で家を建てる
- サーラ住宅で新築一戸建てを探す
- サーラ住宅で土地を探す
- サーラ住宅でリフォームをする
- サーラ住宅でストック住宅を探す
- お泊りハウス（サーラ住宅の分譲住宅に実際に宿泊体験ができる）